# Amasa (Biblia)
Amasa es un personaje bíblico que aparece en el Libro de los Reyes.
Amasa es el capitán de los ejércitos de Absalón, aunque no queda clara cuál es su participación en la guerra con el padre de este, David. Tras la guerra, mantuvo su posición al frente de las tropas de David, en perjuicio de Joab, quien recuperó su puesto asesinando a Amasa.